# Cecilia Zublena
Cecilia Zublena (Biella, 16 maggio 1990) è una rugbista a 15 italiana, terza linea ala del Rennes nel campionato femminile francese.

## Biografia
Cresciuta a Ponderano, comune del Biellese, entrò nelle giovanili del Biella e debuttò in serie A nelle file dell'Orso in cui rimase fino allo scioglimento della squadra nel 2009.
In quell'anno esordì in Nazionale contro l'Inghilterra nel Sei Nazioni di categoria.
Terminati gli studi superiori si trasferì quindi in Francia a Grenoble per gli studi universitari ed entrò nella locale squadra del Sassenage in cui rimase quattro anni.
Nel 2013 fu convocata per il torneo femminile di rugby a 7 alle Universiadi di Kazan’ in cui l’Italia si aggiudicò l’argento sconfitta in finale 10-30 dalla Russia.
Dopo un anno in Nuova Zelanda tornò in Francia al Rennes in cui milita dal 2014.